# 誘拐法廷〜セブンデイズ〜
『誘拐法廷〜セブンデイズ〜』（ゆうかいほうてい セブンデイズ）は、テレビ朝日系の日曜プライム枠の拡大版で2018年10月7日21時 - 23時9分放送のスペシャルドラマである。主演は松嶋菜々子。なお、松嶋がテレビ朝日制作のドラマに出演するのは初めてとなる。
2007年公開の韓国映画（日本では2009年公開）『セブンデイズ』が原作。

## あらすじ
女性の味方の敏腕弁護士といわれる天吹芽依子は、ある日愛娘を誘拐され、誘拐犯から身代金の代わりとして現在拘留中である殺人事件の被告人の裁判において無罪を勝ち取ることを要求される。限りなくクロに近い被告人・国光瑛二をシロに持ち込むことは到底不可能だと思われた。しかもその要求の設定期間はわずか7日。
どんな手を使ってでも愛娘を取り戻したい芽依子は、極限状態の中で事件を調べ、犯人は被害者と顔見知りだったのではないかと思い付く。そして被害者の交友関係を調べるうちに、別に真犯人がいるのではないかと疑うようになる。しかし、被告人・国光も実は被害者と顔見知りであったことが分かり、唯一の証拠品も何者かに奪われて、打つ手がなくなり追い詰められていく。
最終弁論で凶器が見つかっていないことを訴える芽依子の元に宇津井秀樹が現れ、手にした録音音声を流したことで状況は一変する。判決で無罪を勝ち取るが、国光は「本当は自分が殺した」と不敵に笑うのだった。しかし、釈放になった日、国光は惨殺される。
無事に愛娘が戻ってきた芽依子は、被害者の母・高嶺文子のもとを訪れ、思いもかけない告白を聞くことになる。

## 登場人物

### 弁護士
天吹芽依子（あまぶき めいこ）〈39〉
演 - 松嶋菜々子
勝率99.9%を誇る敏腕弁護士。別居中の夫である相澤吾郎との離婚を決意し、1人娘の真衣の親権を巡って争っている。ある日、娘の真衣が誘拐され、誘拐犯から身代金の代わりに殺人事件で拘留中の被告人・国光瑛二の無罪を勝ち取るようにとの無茶な要求を受ける。要求の設定期間が僅か7日間しかない中で、娘を取り戻すために法律に抵触するような行為をしようとする。
宇津井秀樹（うつい ひでき）〈32〉
演 - 丸山隆平
フリーの弁護士で、様々な法律事務所の軒先で仕事の余りを頂戴する、いわゆるノキ弁である。殺人事件で拘留中の被告人・国光瑛二の国選弁護人として芽依子とバディを組むことになる。娘を取り戻すためには手段を選ばぬ芽依子に難色を示しつつも行動を共にする。世の中、金が1番と思っていて、芽依子にとっては敵か味方か理解し難い存在である。
小滝杏奈（こたき あんな）〈24〉
演 - 飯豊まりえ
芽依子と同じ法律事務所に勤務する若手弁護士。芽依子のことを慕い、尊敬しているが、国光事件の件について調べていくうちに芽依子の様子がおかしいことに気づき訝しく思うようになる。
乙原光彦（おとはら みつひこ）〈56〉
演 - でんでん
芽依子が所属する法律事務所の事務長。同じ法律事務所の若手弁護士・小滝と共に国光事件について調べる。芽依子の様子がおかしいことに気づきつつも、敢えて詮索せずに調査に協力する。

### 被害者と被害者家族
高嶺文子（たかみね ふみこ）〈52〉
演 - 風吹ジュン
国光事件の被害者である高嶺有香の母親。高校の美術教師。
強姦罪などの前科も5犯ある国光に対して厳罰を求めており、国光の弁護をすることになった芽依子に対して敵対心を隠そうとしない。
高嶺有香
演 - 竹田有美香
国光事件の被害者の女子大生。
真壁剛史
演 - 駒木根隆介
国光に暴行された被害者の家族。
篠田亮介
演 - 河相我聞
国光に暴行された被害者の家族。
樋口光子
演 - 遠山景織子
国光に暴行された被害者の家族。

### 芽依子の家族
相澤吾郎（あいざわ ごろう）〈52〉
演 - 杉本哲太
芽依子の夫だが、別居中で娘の真衣の親権を巡って離婚協議中である。仕事を優先して、娘の真衣の世話を母親に任せてきた芽依子に対して反感を抱いている。警視庁の幹部で、嘗ては国光事件の捜査を担当していた。真衣が誘拐されたとはよもや思わずに、芽依子に対して国光の弁護を辞退するように進言する。
天吹真衣
演 - 高丸えみり
天吹芽依子の娘。9歳。小学校音楽発表会の時に誘拐される。

### 芽依子と敵対する検事など
一ノ瀬誠（いちのせ まこと）〈43〉
演 - 八嶋智人
国光事件を担当する検事。以前から、芽依子には裁判で苦渋を舐めさせられており、敵対心を剥き出しにしている。
国光を弁護することになった芽依子と再度対決することになる。
富樫彰夫（とがし あきお）〈58〉
演 - 伊武雅刀
元検事。現在は代議士を務めている。芽依子に対して脅威を感じており、国光事件を担当することになった一ノ瀬に対してプレッシャーをかけるなど怪しい動きを見せる。

### その他
国光瑛二（くにみつ えいじ）〈34〉
演 - 柄本時生
芽依子が担当することになった殺人事件の被告人。学生アーティストである高嶺有香を殺害した容疑で起訴され、有罪判決が濃厚となっている。現場となったアパートで本人の足跡や指紋が発見されているが、殺人については一貫して否定し続けている。
赤池一樹（あかいけ かずき） 〈24〉
演 - 柾木玲弥
国光事件の被害者・高嶺有香と付き合っていた男性。精神的に不安定なところがあり、薬物依存症で入院中。国光事件において、真犯人ではないかと芽依子が重要視している人物である。
棚橋幸夫
演 - 小市慢太郎
国光事件の被害者・高嶺有香の交際相手。有香の個展を企画した画廊オーナー。
棚橋律子
演 - 原久美子
棚橋幸夫の妻。
萬田医師
演 - 大浦龍宇一
薬物依存症で赤池一樹が入院した「萬田中央クリニック」院長。
隅田
演 ‐ 武野功雄
「隅嶋法律事務所」所長。
他
演 - 八木さおり、崔哲浩、松宮なつ、中野剛、福井博章、菊池隆志、藤野友美子、鈴木一功、諌山幸治、平尾仁、越村公一、平子悟、富永沙織、安河内理恵、伊島空 ほか

## スタッフ
- 原作 - 韓国映画『セブンデイズ』[2]（脚本：ユン・ジェグ / 監督・脚色：ウォン・シニョン）
- 脚本 - いずみ吉紘[2]
- 監督 - 麻生学
- 音楽 - 沢田完、市川淳
- 法律監修 - 本山信二郎
- 振付・ダンス指導 - HONAMIN
- VFX - グレートインターナショナル
- 特殊メイク - 佐藤健司
- アクション - BOSアクションユニティ、翁長卓
- 音響効果 - スポット
- 技術協力 - WING-T、ジースタッフ
- 美術協力 - 東京美工、高津装飾美術、紀和美建、KHKアート
- ポスプロ - ブル、東映ラボ・テック
- ゼネラルプロデューサー - 横地郁英（テレビ朝日）[2]
- プロデューサー - 秋山貴人（テレビ朝日）、河瀬光（東映）、髙木敬太（東映）
- 制作 - テレビ朝日、東映